# Drapeau d'Indianapolis

Drapeau de la ville d'Indianapolis.

Le drapeau d'Indianapolis dans l'Indiana a été adopté en 1963. Il a été dessiné par Roger Gohl lorsqu'il était étudiant à l’Herron School of Art. L'étoile blanche représente le Soldiers' and Sailors' Monument, qui montre qu'Indianapolis est au centre de l'État de l'Indiana. Les quatre bandes représente le méridien Nord et Sud des rues de la ville, et l'Est et l'Ouest. Les quatre zones bleues représentent les zones résidentielles de la ville. Les couleurs du drapeau sont exactement les mêmes que sur celui du drapeau des États-Unis.